# Ligne 1 du tramway de Bruxelles (1939-1968)
Pour les articles homonymes, voir Ligne 1.
La ligne 1 est une ancienne ligne du tramway de Bruxelles qui a fonctionné jusqu'au 18 mars 1968.

## Histoire
Elle est supprimée le 18 mars 1968 lors de la cinquième phase de restructuration du réseau de tramway bruxellois, l'intégralité de son itinéraire est repris par les lignes suivantes, :
- la ligne 92 entre l'Esplanade à Neder-Over-Heembeek et la place des Palais à Bruxelles ;
- la ligne 94 entre la place de la Reine à Schaerbeek et Bruxelles Bois.

## Les stations[réf.nécessaire]
| Stations                       |
| ------------------------------ |
| Esplanade                      |
| De Wand                        |
| Araucaria                      |
| Buissonets                     |
| Heembeek                       |
| Van Praet                      |
| Docks Bruxsel[réf. nécessaire] |
| Princesse Élisabeth            |
| Verboekhoven                   |
| Eenens                         |
| Pogge                          |
| Église St-Servais              |
| Robiano                        |
| Sainte-Marie                   |
| Gillon                         |
| Botanique                      |
| Congrès                        |
| Parc                           |
| Palais                         |
| Royale                         |
| Petit Sablon                   |
| Poelaert                       |
| Louise                         |
| Stéphanie                      |
| Defacqz                        |
| Bailli                         |
| Vleurgat                       |
| Abbaye                         |
| Legrand                        |